# Pterocheilus mandibularis
Pterocheilus mandibularis är en stekelart som beskrevs av Morawitz 1889. Pterocheilus mandibularis ingår i släktet palpgetingar, och familjen Eumenidae. Inga underarter finns listade i Catalogue of Life.